# Водне поло на літніх Олімпійських іграх 2020 — чоловічий турнір
Змагання з водного поло на літніх Олімпійських іграх 2020 року, що відбулись у Токійському плавальному центрі Тацумі у Токіо з 25 липня по 8 серпня. У змаганнях брали участь 12 чоловічих національних збірних.

## Кваліфікація
За правилами Міжнародної федерації плавання до змагання на літніх Олімпійських іграх 2020 року між національними чоловічими збірними з водного поло допускається 12 команд.
| Турнір                                     | Дата                       | Місце     | Кількість | Збірна     |
| ------------------------------------------ | -------------------------- | --------- | --------- | ---------- |
| Приймаюча країна                           | Н/Д                        | Н/Д       | 1         | Японія     |
| Кубок світу ФІНА 2019                      | 18–23 червня 2019          | Белград   | 1         | Сербія     |
| Чемпіонат світу з водних видів спорту 2019 | 15–27 липня 2019           | Кванджу   | 2         | Італія     |
| Чемпіонат світу з водних видів спорту 2019 | 15–27 липня 2019           | Кванджу   | 2         | Іспанія    |
| Панамериканські ігри 2019                  | 4–10 серпня 2019           | Ліма      | 1         | США        |
| Океанія                                    | —                          | —         | 1         | Австралія  |
| Африка                                     | —                          | —         | 1         | ПАР        |
| Чемпіонат Європи 2020                      | 14–26 січня 2020           | Будапешт  | 1         | Угорщина   |
| Азійські ігри 2018                         | 25 серпня – 1 вересня 2018 | Джакарта  | 1         | Казахстан  |
| Олімпійський кваліфікаційний турнір 2020   | 14–21 лютого 2021          | Роттердам | 3         | Хорватія   |
| Олімпійський кваліфікаційний турнір 2020   | 14–21 лютого 2021          | Роттердам | 3         | Греція     |
| Олімпійський кваліфікаційний турнір 2020   | 14–21 лютого 2021          | Роттердам | 3         | Чорногорія |
| Всього                                     |                            |           | 12        |            |

## Регламент
Регламент змагань:
- 12 команд були поділені на 2 групи, які складаються з шести команд кожна, команди зіграють між собою один матч.
- Чотири найкращі команди кожної групи зіграють між собою у чвертьфіналах.
- Чотири команди, що не змогли вийти з групи будуть розподілені між 9-12 місцями згідно з правилами ФІНА.
- Переможці чвертьфіналів пройдуть до півфіналів. Переможені зіграють у класифікаційних іграх за 5-8 місця.
- Переможці півфіналів зіграють у фіналі, а переможені — у матчі за 3-є місце.

## Учасники
Господарі японці автоматично потрапили до Групи A, Олімпійські чемпіони — серби до Групи B.
|   | Група A  | Група B    |
| - | -------- | ---------- |
| 1 | ПАР      | Австралія  |
| 2 | США      | Хорватія   |
| 3 | Угорщина | Сербія     |
| 4 | Греція   | Іспанія    |
| 5 | Японія   | Казахстан  |
| 6 | Італія   | Чорногорія |

## Груповий етап

### Група А
| Поз | Команда    | І | В | Н | П | ГЗ | ГП  | РГ  | О | Кваліфікація |
| --- | ---------- | - | - | - | - | -- | --- | --- | - | ------------ |
| 1   | Греція     | 5 | 4 | 1 | 0 | 68 | 34  | +34 | 9 | Чвертьфінал  |
| 2   | Італія     | 5 | 3 | 2 | 0 | 60 | 32  | +28 | 8 | Чвертьфінал  |
| 3   | Угорщина   | 5 | 3 | 1 | 1 | 64 | 35  | +29 | 7 | Чвертьфінал  |
| 4   | США        | 5 | 2 | 0 | 3 | 59 | 53  | +6  | 4 | Чвертьфінал  |
| 5   | Японія (H) | 5 | 1 | 0 | 4 | 65 | 66  | −1  | 2 |              |
| 6   | ПАР        | 5 | 0 | 0 | 5 | 20 | 116 | −96 | 0 |              |

#### 1 тур
| 25 липня 2021 10:00 | Протокол | ПАР                                      | 2 – 21 | Італія       | Токійський плавальний центр Тацумі, Токіо |
| 25 липня 2021 10:00 | Протокол | Рахунок за періодами: 0-2, 2-8, 0-7, 0-4 |        |              | Токійський плавальний центр Тацумі, Токіо |
| 25 липня 2021 10:00 | Протокол | Резельман, Стоун 1                       | Голів  | Ді Фульвіо 5 | Токійський плавальний центр Тацумі, Токіо |

| 25 липня 2021 11:30 | Протокол | Угорщина                                 | 9 – 10 | Греція     | Токійський плавальний центр Тацумі, Токіо |
| 25 липня 2021 11:30 | Протокол | Рахунок за періодами: 3-2, 3-4, 2-3, 1-1 |        |            | Токійський плавальний центр Тацумі, Токіо |
| 25 липня 2021 11:30 | Протокол | Ердеї, Варга 3                           | Голів  | Фунтуліс 3 | Токійський плавальний центр Тацумі, Токіо |

| 25 липня 2021 14:00 | Протокол | США                                      | 15 – 13 | Японія        | Токійський плавальний центр Тацумі, Токіо |
| 25 липня 2021 14:00 | Протокол | Рахунок за періодами: 3-3, 4-5, 4-2, 4-3 |         |               | Токійський плавальний центр Тацумі, Токіо |
| 25 липня 2021 14:00 | Протокол | Боуен 5                                  | Голів   | 3 гравці по 3 | Токійський плавальний центр Тацумі, Токіо |

#### 2 тур
| 27 липня 2021 10:00 | Протокол | ПАР                                      | 3 – 20 | США      | Токійський плавальний центр Тацумі, Токіо |
| 27 липня 2021 10:00 | Протокол | Рахунок за періодами: 0-3, 1-9, 1-3, 1-5 |        |          | Токійський плавальний центр Тацумі, Токіо |
| 27 липня 2021 10:00 | Протокол | 3 гравці по 1                            | Голів  | Галлок 4 | Токійський плавальний центр Тацумі, Токіо |

| 27 липня 2021 15:30 | Протокол | Італія                                   | 6 – 6 | Греція         | Токійський плавальний центр Тацумі, Токіо |
| 27 липня 2021 15:30 | Протокол | Рахунок за періодами: 1-1, 1-1, 0-4, 4-0 |       |                | Токійський плавальний центр Тацумі, Токіо |
| 27 липня 2021 15:30 | Протокол | Айкарді, Фільйолі 2                      | Голів | 6 гравців по 1 | Токійський плавальний центр Тацумі, Токіо |

| 27 липня 2021 18:20 | Протокол | Японія                                   | 11 – 16 | Угорщина  | Токійський плавальний центр Тацумі, Токіо |
| 27 липня 2021 18:20 | Протокол | Рахунок за періодами: 3-4, 5-4, 2-5, 1-3 |         |           | Токійський плавальний центр Тацумі, Токіо |
| 27 липня 2021 18:20 | Протокол | Інаба, Окава 3                           | Голів   | Заланкі 4 | Токійський плавальний центр Тацумі, Токіо |

#### 3 тур
| 29 липня 2021 10:00 | Протокол | Угорщина                                 | 23 – 1 | ПАР     | Токійський плавальний центр Тацумі, Токіо |
| 29 липня 2021 10:00 | Протокол | Рахунок за періодами: 4-0, 5-0, 8-0, 6-1 |        |         | Токійський плавальний центр Тацумі, Токіо |
| 29 липня 2021 10:00 | Протокол | Манхерц 5                                | Голів  | Родда 1 | Токійський плавальний центр Тацумі, Токіо |

| 29 липня 2021 14:00 | Протокол | США                                      | 11 – 12 | Італія     | Токійський плавальний центр Тацумі, Токіо |
| 29 липня 2021 14:00 | Протокол | Рахунок за періодами: 4-2, 3-3, 2-3, 2-4 |         |            | Токійський плавальний центр Тацумі, Токіо |
| 29 липня 2021 14:00 | Протокол | 4 гравці по 2                            | Голів   | Ді Фульвіо | Токійський плавальний центр Тацумі, Токіо |

| 29 липня 2021 18:20 | Протокол | Греція                                   | 10 – 9 | Японія  | Токійський плавальний центр Тацумі, Токіо |
| 29 липня 2021 18:20 | Протокол | Рахунок за періодами: 1-1, 4-4, 2-1, 3-3 |        |         | Токійський плавальний центр Тацумі, Токіо |
| 29 липня 2021 18:20 | Протокол | Капоціс, Генідуніас 3                    | Голів  | Адачі 3 | Токійський плавальний центр Тацумі, Токіо |

#### 4 тур
| 31 липня 2021 14:00 | Протокол | США                                      | 8 – 11 | Угорщина  | Токійський плавальний центр Тацумі, Токіо |
| 31 липня 2021 14:00 | Протокол | Рахунок за періодами: 1-2, 3-3, 0-3, 4-3 |        |           | Токійський плавальний центр Тацумі, Токіо |
| 31 липня 2021 14:00 | Протокол | Боуен, Галлок 2                          | Голів  | Манхерц 3 | Токійський плавальний центр Тацумі, Токіо |

| 31 липня 2021 18:20 | Протокол | Італія                                   | 16 – 8 | Японія  | Токійський плавальний центр Тацумі, Токіо |
| 31 липня 2021 18:20 | Протокол | Рахунок за періодами: 5-0, 3-3, 3-1, 5-4 |        |         | Токійський плавальний центр Тацумі, Токіо |
| 31 липня 2021 18:20 | Протокол | Бодегас, Фільйолі 3                      | Голів  | Інаба 3 | Токійський плавальний центр Тацумі, Токіо |

| 31 липня 2021 19:50 | Протокол | ПАР                                      | 5 – 28 | Греція     | Токійський плавальний центр Тацумі, Токіо |
| 31 липня 2021 19:50 | Протокол | Рахунок за періодами: 1-7, 2-5, 1-7, 1-9 |        |            | Токійський плавальний центр Тацумі, Токіо |
| 31 липня 2021 19:50 | Протокол | Стоун 2                                  | Голів  | Фунтуліс 5 | Токійський плавальний центр Тацумі, Токіо |

#### 5 тур
| 2 серпня 2021 10:00 | Протокол | Угорщина                                 | 5 – 5 | Італія     | Токійський плавальний центр Тацумі, Токіо |
| 2 серпня 2021 10:00 | Протокол | Рахунок за періодами: 2-1, 2-1, 1-1, 0-2 |       |            | Токійський плавальний центр Тацумі, Токіо |
| 2 серпня 2021 10:00 | Протокол | Варга 3                                  | Голів | Фільйолі 2 | Токійський плавальний центр Тацумі, Токіо |

| 2 серпня 2021 11:30 | Протокол | Греція                                   | 14 – 5 | США     | Токійський плавальний центр Тацумі, Токіо |
| 2 серпня 2021 11:30 | Протокол | Рахунок за періодами: 4-1, 2-2, 5-2, 3-0 |        |         | Токійський плавальний центр Тацумі, Токіо |
| 2 серпня 2021 11:30 | Протокол | Генідуніас 5                             | Голів  | Оберт 2 | Токійський плавальний центр Тацумі, Токіо |

| 2 серпня 2021 18:20 | Протокол | Японія                                   | 24 – 9 | ПАР    | Токійський плавальний центр Тацумі, Токіо |
| 2 серпня 2021 18:20 | Протокол | Рахунок за періодами: 5-4, 7-4, 6-1, 6-0 |        |        | Токійський плавальний центр Тацумі, Токіо |
| 2 серпня 2021 18:20 | Протокол | Адачі, Араї 4                            | Голів  | Нілл 4 | Токійський плавальний центр Тацумі, Токіо |

### Група B
| Поз | Команда    | І | В | Н | П | ГЗ | ГП | РГ  | О  | Кваліфікація |
| --- | ---------- | - | - | - | - | -- | -- | --- | -- | ------------ |
| 1   | Іспанія    | 5 | 5 | 0 | 0 | 61 | 31 | +30 | 10 | Чвертьфінал  |
| 2   | Хорватія   | 5 | 3 | 0 | 2 | 62 | 46 | +16 | 6  | Чвертьфінал  |
| 3   | Сербія     | 5 | 3 | 0 | 2 | 70 | 46 | +24 | 6  | Чвертьфінал  |
| 4   | Чорногорія | 5 | 2 | 0 | 3 | 54 | 56 | −2  | 4  | Чвертьфінал  |
| 5   | Австралія  | 5 | 2 | 0 | 3 | 49 | 60 | −11 | 4  |              |
| 6   | Казахстан  | 5 | 0 | 0 | 5 | 35 | 92 | −57 | 0  |              |

#### 1 тур
| 25 липня 2021 15:30 | Протокол | Австралія                                | 10 – 15 | Чорногорія | Токійський плавальний центр Тацумі, Токіо |
| 25 липня 2021 15:30 | Протокол | Рахунок за періодами: 5-4, 2-2, 1-4, 2-5 |         |            | Токійський плавальний центр Тацумі, Токіо |
| 25 липня 2021 15:30 | Протокол | Кемпбелл 3                               | Голів   | Укропіна 4 | Токійський плавальний центр Тацумі, Токіо |

| 25 липня 2021 18:20 | Протокол | Сербія                                   | 12 – 13 | Іспанія    | Токійський плавальний центр Тацумі, Токіо |
| 25 липня 2021 18:20 | Протокол | Рахунок за періодами: 3-3, 3-5, 3-2, 3-3 |         |            | Токійський плавальний центр Тацумі, Токіо |
| 25 липня 2021 18:20 | Протокол | 4 гравці по 2                            | Голів   | Мунарріс 4 | Токійський плавальний центр Тацумі, Токіо |

| 25 липня 2021 19:50 | Протокол | Хорватія                                 | 23 – 7 | Казахстан    | Токійський плавальний центр Тацумі, Токіо |
| 25 липня 2021 19:50 | Протокол | Рахунок за періодами: 4-1, 6-3, 8-1, 5-2 |        |              | Токійський плавальний центр Тацумі, Токіо |
| 25 липня 2021 19:50 | Протокол | Йокович 5                                | Голів  | Вуксанович 3 | Токійський плавальний центр Тацумі, Токіо |

#### 2 тур
| 27 липня 2021 11:30 | Протокол | Чорногорія                               | 6 – 8 | Іспанія       | Токійський плавальний центр Тацумі, Токіо |
| 27 липня 2021 11:30 | Протокол | Рахунок за періодами: 2-3, 1-2, 2-2, 1-1 |       |               | Токійський плавальний центр Тацумі, Токіо |
| 27 липня 2021 11:30 | Протокол | Маткович 3                               | Голів | 3 гравці по 2 | Токійський плавальний центр Тацумі, Токіо |

| 27 липня 2021 14:00 | Протокол | Казахстан                                | 5 – 19 | Сербія      | Токійський плавальний центр Тацумі, Токіо |
| 27 липня 2021 14:00 | Протокол | Рахунок за періодами: 2-4, 1-3, 2-6, 0-6 |        |             | Токійський плавальний центр Тацумі, Токіо |
| 27 липня 2021 14:00 | Протокол | Медведєв, Вуксанович 2                   | Голів  | Пієтлович 4 | Токійський плавальний центр Тацумі, Токіо |

| 27 липня 2021 19:50 | Протокол | Австралія                                | 11 – 8 | Хорватія  | Токійський плавальний центр Тацумі, Токіо |
| 27 липня 2021 19:50 | Протокол | Рахунок за періодами: 3-3, 2-0, 2-3, 4-2 |        |           | Токійський плавальний центр Тацумі, Токіо |
| 27 липня 2021 19:50 | Протокол | Кемпбелл 3                               | Голів  | Йокович 3 | Токійський плавальний центр Тацумі, Токіо |

#### 3 тур
| 29 липня 2021 11:30 | Протокол | Іспанія                                  | 16 – 4 | Казахстан    | Токійський плавальний центр Тацумі, Токіо |
| 29 липня 2021 11:30 | Протокол | Рахунок за періодами: 3-0, 3-0, 5-2, 5-2 |        |              | Токійський плавальний центр Тацумі, Токіо |
| 29 липня 2021 11:30 | Протокол | Гранадос 5                               | Голів  | Вуксанович 2 | Токійський плавальний центр Тацумі, Токіо |

| 29 липня 2021 15:30 | Протокол | Хорватія                                 | 13 – 8 | Чорногорія    | Токійський плавальний центр Тацумі, Токіо |
| 29 липня 2021 15:30 | Протокол | Рахунок за періодами: 1-1, 6-4, 4-3, 2-0 |        |               | Токійський плавальний центр Тацумі, Токіо |
| 29 липня 2021 15:30 | Протокол | Фатович 3                                | Голів  | 3 гравці по 2 | Токійський плавальний центр Тацумі, Токіо |

| 29 липня 2021 19:50 | Протокол | Сербія                                   | 14 – 8 | Австралія    | Токійський плавальний центр Тацумі, Токіо |
| 29 липня 2021 19:50 | Протокол | Рахунок за періодами: 6-0, 4-1, 1-2, 3-5 |        |              | Токійський плавальний центр Тацумі, Токіо |
| 29 липня 2021 19:50 | Протокол | Мандич 4                                 | Голів  | Б. Едвардс 2 | Токійський плавальний центр Тацумі, Токіо |

#### 4 тур
| 31 липня 2021 10:00 | Протокол | Чорногорія                               | 19 – 12 | Казахстан | Токійський плавальний центр Тацумі, Токіо |
| 31 липня 2021 10:00 | Протокол | Рахунок за періодами: 5-3, 6-3, 3-3, 5-3 |         |           | Токійський плавальний центр Тацумі, Токіо |
| 31 липня 2021 10:00 | Протокол | 3 гравці по 4                            | Голів   | Рудай 3   | Токійський плавальний центр Тацумі, Токіо |

| 31 липня 2021 11:30 | Протокол | Австралія                                | 5 – 16 | Іспанія    | Токійський плавальний центр Тацумі, Токіо |
| 31 липня 2021 11:30 | Протокол | Рахунок за періодами: 2-4, 1-4, 2-5, 0-3 |        |            | Токійський плавальний центр Тацумі, Токіо |
| 31 липня 2021 11:30 | Протокол | Б. Едвардс, Янгер 2                      | Голів  | Гранадос 4 | Токійський плавальний центр Тацумі, Токіо |

| 31 липня 2021 15:30 | Протокол | Хорватія                                 | 14 – 12 | Сербія  | Токійський плавальний центр Тацумі, Токіо |
| 31 липня 2021 15:30 | Протокол | Рахунок за періодами: 5-3, 1-1, 4-4, 4-4 |         |         | Токійський плавальний центр Тацумі, Токіо |
| 31 липня 2021 15:30 | Протокол | Йокович, Обрадович 4                     | Голів   | Якшич 3 | Токійський плавальний центр Тацумі, Токіо |

#### 5 тур
| 2 серпня 2021 14:00 | Протокол | Сербія                                   | 13 – 6 | Чорногорія | Токійський плавальний центр Тацумі, Токіо |
| 2 серпня 2021 14:00 | Протокол | Рахунок за періодами: 6-1, 2-1, 3-2, 2-2 |        |            | Токійський плавальний центр Тацумі, Токіо |
| 2 серпня 2021 14:00 | Протокол | Філіпович 3                              | Голів  | Івович 3   | Токійський плавальний центр Тацумі, Токіо |

| 2 серпня 2021 15:30 | Протокол | Іспанія                                  | 8 – 4 | Хорватія | Токійський плавальний центр Тацумі, Токіо |
| 2 серпня 2021 15:30 | Протокол | Рахунок за періодами: 2-1, 1-0, 4-2, 1-1 |       |          | Токійський плавальний центр Тацумі, Токіо |
| 2 серпня 2021 15:30 | Протокол | Гранадос 2                               | Голів | Букич 2  | Токійський плавальний центр Тацумі, Токіо |

| 2 серпня 2021 19:50 | Протокол | Австралія                                | 15 – 7 | Казахстан           | Токійський плавальний центр Тацумі, Токіо |
| 2 серпня 2021 19:50 | Протокол | Рахунок за періодами: 4-1, 3-0, 5-2, 3-4 |        |                     | Токійський плавальний центр Тацумі, Токіо |
| 2 серпня 2021 19:50 | Протокол | Гоуден 5                                 | Голів  | Шакенов, Укуманов 2 | Токійський плавальний центр Тацумі, Токіо |

## Плей-оф
|  | Чвертьфінали | Чвертьфінали |          |         | Півфінали   | Півфінали   |  |  | Фінал    | Фінал |
|  |              |              |          |         |             |             |  |  |          |       |
|  | 4 серпня     |              |          |         |             |             |  |  |          |       |
|  |              |              |          |         |             |             |  |  |          |       |
|  | Греція       | 10           |          |         |             |             |  |  |          |       |
|  | Греція       | 10           | 6 серпня |         |             |             |  |  |          |       |
|  | Чорногорія   | 4            |          |         |             |             |  |  |          |       |
|  | Чорногорія   | 4            | Греція   | 9       |             |             |  |  |          |       |
|  | 4 серпня     |              | Греція   | 9       |             |             |  |  |          |       |
|  |              | Угорщина     | 6        |         |             |             |  |  |          |       |
|  | Хорватія     | Угорщина     | 6        | 11      |             |             |  |  |          |       |
|  | Хорватія     |              | 8 серпня | 11      |             |             |  |  |          |       |
|  | Угорщина     | 15           |          |         |             |             |  |  |          |       |
|  | Угорщина     | 15           | Греція   | 10      |             |             |  |  |          |       |
|  | 4 серпня     |              | Греція   | 10      |             |             |  |  |          |       |
|  |              | Сербія       | 13       |         |             |             |  |  |          |       |
|  | Італія       | Сербія       | 13       | 6       |             |             |  |  |          |       |
|  | Італія       | 6 серпня     |          | 6       |             |             |  |  |          |       |
|  | Сербія       | 10           |          |         |             |             |  |  |          |       |
|  | Сербія       | 10           | Сербія   | 10      | Третє місце | Третє місце |  |  |          |       |
|  | 4 серпня     |              | Сербія   | 10      | Третє місце | Третє місце |  |  |          |       |
|  |              | Іспанія      | 9        |         |             |             |  |  |          |       |
|  | Іспанія      | Іспанія      | 9        | 12      | Угорщина    | 9           |  |  |          |       |
|  | Іспанія      |              |          | 12      | Угорщина    | 9           |  |  |          |       |
|  | США          | 8            |          | Іспанія | 5           |             |  |  |          |       |
|  | США          | 8            |          |         | 5           |             |  |  |          |       |
|  |              |              |          |         |             |             |  |  | 8 серпня |       |
|  |              |              |          |         |             |             |  |  |          |       |

Матч за 5-е місце
|  | 5–8 місця півфінали | 5–8 місця півфінали |              |    | за 5-е місце | за 5-е місце |
|  |                     |                     |              |    |              |              |
|  | 6 серпня            |                     |              |    |              |              |
|  |                     |                     |              |    |              |              |
|  | Чорногорія          | 10                  |              |    |              |              |
|  | Чорногорія          | 10                  | 8 серпня     |    |              |              |
|  | Хорватія            | 12                  |              |    |              |              |
|  | Хорватія            | 12                  | Хорватія     | 14 |              |              |
|  | 6 серпня            |                     | Хорватія     | 14 |              |              |
|  |                     | США                 | 11           |    |              |              |
|  | Італія              | США                 | 11           | 6  |              |              |
|  | Італія              |                     |              | 6  |              |              |
|  | США                 | 7                   |              |    |              |              |
|  | США                 | 7                   | за 7-е місце |    |              |              |
|  |                     |                     |              |    |              |              |
|  | 8 серпня            |                     |              |    |              |              |
|  |                     |                     |              |    |              |              |
|  | Чорногорія          | 14 (17)             |              |    |              |              |
|  | Чорногорія          | 14 (17)             |              |    |              |              |
|  | Італія (пен. )      | 14 (18)             |              |    |              |              |

### Чвертьфінали
| 4 серпня 2021 14:00 | Протокол | США                                      | 8 – 12 | Іспанія       | Токійський плавальний центр Тацумі, Токіо |
| 4 серпня 2021 14:00 | Протокол | Рахунок за періодами: 3–3, 3–3, 0–1, 2–5 |        |               | Токійський плавальний центр Тацумі, Токіо |
| 4 серпня 2021 14:00 | Протокол | Даубе 3                                  | Голів  | 4 гравці по 2 | Токійський плавальний центр Тацумі, Токіо |

| 4 серпня 2021 15:30 | Протокол | Греція                                   | 10 – 4 | Чорногорія | Токійський плавальний центр Тацумі, Токіо |
| 4 серпня 2021 15:30 | Протокол | Рахунок за періодами: 1–0, 2–1, 3–1, 4–2 |        |            | Токійський плавальний центр Тацумі, Токіо |
| 4 серпня 2021 15:30 | Протокол | Генідуніас 5                             | Голів  | Івович 2   | Токійський плавальний центр Тацумі, Токіо |

| 4 серпня 2021 18:20 | Протокол | Італія                                   | 6 – 10 | Сербія      | Токійський плавальний центр Тацумі, Токіо |
| 4 серпня 2021 18:20 | Протокол | Рахунок за періодами: 2–5, 1–4, 1–0, 2–1 |        |             | Токійський плавальний центр Тацумі, Токіо |
| 4 серпня 2021 18:20 | Протокол | Прешутті 2                               | Голів  | Філіпович 3 | Токійський плавальний центр Тацумі, Токіо |

| 4 серпня 2021 19:50 | Протокол | Угорщина                                 | 15 – 11 | Хорватія | Токійський плавальний центр Тацумі, Токіо |
| 4 серпня 2021 19:50 | Протокол | Рахунок за періодами: 2–3, 5–2, 4–3, 4–3 |         |          | Токійський плавальний центр Тацумі, Токіо |
| 4 серпня 2021 19:50 | Протокол | Манхерц 7                                | Голів   | Букич 4  | Токійський плавальний центр Тацумі, Токіо |

### 5–8 місця півфінали
| 6 серпня 2021 14:00 | Протокол | Чорногорія                               | 10 – 12 | Хорватія    | Токійський плавальний центр Тацумі, Токіо |
| 6 серпня 2021 14:00 | Протокол | Рахунок за періодами: 0–1, 4–5, 3–3, 3–3 |         |             | Токійський плавальний центр Тацумі, Токіо |
| 6 серпня 2021 14:00 | Протокол | Івович 3                                 | Голів   | Вукічевич 3 | Токійський плавальний центр Тацумі, Токіо |

| 6 серпня 2021 18:20 | Протокол | Італія                                   | 6 – 7 | США     | Токійський плавальний центр Тацумі, Токіо |
| 6 серпня 2021 18:20 | Протокол | Рахунок за періодами: 2–2, 1–3, 2–0, 1–2 |       |         | Токійський плавальний центр Тацумі, Токіо |
| 6 серпня 2021 18:20 | Протокол | Фільйолі, Ренцуто 2                      | Голів | Боуен 3 | Токійський плавальний центр Тацумі, Токіо |

### Півфінали
| 6 серпня 2021 15:30 | Протокол | Греція                                   | 9 – 6 | Угорщина  | Токійський плавальний центр Тацумі, Токіо |
| 6 серпня 2021 15:30 | Протокол | Рахунок за періодами: 2–1, 1–1, 2–2, 4–2 |       |           | Токійський плавальний центр Тацумі, Токіо |
| 6 серпня 2021 15:30 | Протокол | Аргіропулос 4                            | Голів | Манхерц 2 | Токійський плавальний центр Тацумі, Токіо |

| 6 серпня 2021 19:50 | Протокол | Сербія                                   | 10 – 9 | Іспанія       | Токійський плавальний центр Тацумі, Токіо |
| 6 серпня 2021 19:50 | Протокол | Рахунок за періодами: 2–0, 2–5, 1–2, 5–2 |        |               | Токійський плавальний центр Тацумі, Токіо |
| 6 серпня 2021 19:50 | Протокол | Мандич 3                                 | Голів  | 3 гравці по 2 | Токійський плавальний центр Тацумі, Токіо |

### Матч за 7-е місце
| 8 серпня 2021 09:30 | Протокол | Чорногорія                                             | 14 – 14 | Італія    | Токійський плавальний центр Тацумі, Токіо |
| 8 серпня 2021 09:30 | Протокол | Рахунок за періодами: 2–3, 5–4, 4–5, 3–2 Пенальті: 3–4 |         |           | Токійський плавальний центр Тацумі, Токіо |
| 8 серпня 2021 09:30 | Протокол | Івович 6                                               | Голів   | Велотто 5 | Токійський плавальний центр Тацумі, Токіо |

### Матч за 5-е місце
| 8 серпня 2021 11:00 | Протокол | Хорватія                                 | 14 – 11 | США            | Токійський плавальний центр Тацумі, Токіо |
| 8 серпня 2021 11:00 | Протокол | Рахунок за періодами: 2–3, 4–2, 4–2, 4–4 |         |                | Токійський плавальний центр Тацумі, Токіо |
| 8 серпня 2021 11:00 | Протокол | Букич 3                                  | Голів   | 5 гравців по 2 | Токійський плавальний центр Тацумі, Токіо |

### Матч за третє місце
| 8 серпня 2021 13:40 | Протокол | Угорщина                                 | 9 – 5 | Іспанія    | Токійський плавальний центр Тацумі, Токіо |
| 8 серпня 2021 13:40 | Протокол | Рахунок за періодами: 3–3, 2–2, 1–0, 3–0 |       |            | Токійський плавальний центр Тацумі, Токіо |
| 8 серпня 2021 13:40 | Протокол | Вамош 2                                  | Голів | Мунарріс 2 | Токійський плавальний центр Тацумі, Токіо |

### Фінал
| 8 серпня 2021 16:30 | Протокол | Греція                                   | 10 – 13 | Сербія        | Токійський плавальний центр Тацумі, Токіо |
| 8 серпня 2021 16:30 | Протокол | Рахунок за періодами: 3–6, 4–2, 2–2, 1–3 |         |               | Токійський плавальний центр Тацумі, Токіо |
| 8 серпня 2021 16:30 | Протокол | 3 гравці по 2                            | Голів   | 3 гравці по 3 | Токійський плавальний центр Тацумі, Токіо |

## Підсумкова таблиця
| Місце | Команда    |
| ----- | ---------- |
|       | Сербія     |
|       | Греція     |
|       | Угорщина   |
| 4     | Іспанія    |
| 5     | Хорватія   |
| 6     | США        |
| 7     | Італія     |
| 8     | Чорногорія |
| 9     | Австралія  |
| 10    | Японія     |
| 11    | Казахстан  |
| 12    | ПАР        |